# Pawn of Fate (film 1916)
Pawn of Fate è un film muto del 1916 diretto da Maurice Tourneur. Il soggetto è di George Beban, un attore di origini dalmate nato a San Francisco, che è anche protagonista del film.

## Trama
Mentre si trova in Normandia, il parigino Andre Lesar conosce una coppia, Marcine e Pierre Dufresne. Lesar è attratto dalla donna e allora convince il marito, un pittore dilettante, che se si trasferirà a Parigi, potrà diventare un grande pittore. Mentre Pierre è occupato con le sue nature morte, Lesar fa la corte a Marcine. Nel frattempo, organizza una mostra delle opere di Pierre. Ma, all'inaugurazione, la società parigina si diverte a prendere in giro il lavoro di quel dilettante. L'aspirante pittore si rende conto di essere stato oggetto di uno scherzo e giura vendetta. Quando trova insieme la moglie con Lesar, non crede ai giuramenti di Marcine che sostiene di aver respinto il suo ammiratore e lotta con lui. Lasciatolo per morto, Pierre tenta di suicidarsi. La polizia lo ferma: Lesar è ancora vivo. Pentito del suo comportamento, chiede scusa al suo ex protetto e a Marcine. I due coniugi finalmente si riconciliano.

## Produzione
Il film fu prodotto dalla Shubert Film Corporation. Venne girato nel New Jersey

## Distribuzione
Distribuito dalla World Film, uscì nelle sale cinematografiche statunitensi il 28 febbraio 1916. È conosciuto anche come The Pawn of Fate.
In Francia, prese il titolo di La Folle Chimère.